# Liste der geschützten Landschaftsteile im Bezirk Leibnitz
Die Liste der geschützten Landschaftsteile im Bezirk Leibnitz enthält die geschützten Landschaftsteile im Bezirk Leibnitz.

## Geschützte Landschaftsteile
| Foto |                 | Name                                           | ID       | Standort                              | Beschreibung                           | Fläche    | Datum      |
| ---- | --------------- | ---------------------------------------------- | -------- | ------------------------------------- | -------------------------------------- | --------- | ---------- |
| 1    | Datei hochladen | Burgstall von Kelzenwert                       | GLT_0235 | Gleinstätten Standort                 |                                        | 0,33 ha   | 04.10.1977 |
| 1    | Datei hochladen | Fiedelbogen-Teich                              | GLT_0236 | Oberhaag Standort                     |                                        | 3,73 ha   | 26.07.1956 |
| 1    | Datei hochladen | Schloßberg                                     | GLT_0237 | Arnfels Standort                      |                                        | 1,23 ha   | 26.07.1956 |
| 1    | Datei hochladen | Heiligengeistklamm                             | GLT_0238 | Leutschach an der Weinstraße Standort | → Hauptartikel : Heiligengeistklamm f1 | 164,96 ha | 05.05.1967 |
| 1    | Datei hochladen | Biotop Gleinstätten                            | GLT_0239 | Gleinstätten Standort                 |                                        | 0,44 ha   | 10.06.1991 |
| 1    | Datei hochladen | Fresinger Lahn                                 | GLT_0240 | Kitzeck im Sausal Standort            |                                        | 0,39 ha   | 29.06.1992 |
| 1    | Datei hochladen | Hallstattzeitliche Siedlungszone am Grillkogel | GLT_1470 | Großklein Standort                    |                                        | 2,64 ha   | 05.01.1984 |
| 0 BW | Datei hochladen | Hallstattzeitliche Nekropole                   | GLT_1471 | Großklein Standort                    |                                        | 15,12 ha  | 04.05.1979 |
| 1    | Datei hochladen | Hallstattzeitliche Nekropole                   | GLT_1472 | Großklein Standort                    |                                        | 8,51 ha   | 04.05.1979 |
| 0 BW | Datei hochladen | Hallstattzeitliche Nekropole                   | GLT_1473 | Großklein Standort                    |                                        | 9,63 ha   | 04.05.1979 |
| 1    | Datei hochladen | Hallstattzeitliche Nekropole                   | GLT_1474 | Großklein Standort                    |                                        | 5,16 ha   | 04.05.1979 |
| 0 BW | Datei hochladen | Hallstattzeitliche Nekropole                   | GLT_1475 | Großklein Standort                    |                                        | 7,45 ha   | 07.05.1979 |
| 0 BW | Datei hochladen | Hallstattzeitliche Nekropole                   | GLT_1476 | Großklein Standort                    |                                        | 2,8 ha    | 04.05.1979 |
| 0 BW | Datei hochladen | Hallstattzeitliche Nekropole                   | GLT_1477 | Gleinstätten Standort                 |                                        | 1,76 ha   | 07.05.1979 |
| 1    | Datei hochladen | Hallstattzeitliche Nekropole                   | GLT_1478 | Großklein Standort                    |                                        | 0,28 ha   | 07.05.1979 |
| 1    | Datei hochladen | Au- bzw. Flussbegleitvegetation                | GLT_1493 | Großklein, Gleinstätten Standort      |                                        | 0,7 ha    | 28.07.1988 |